# Le Journal de Lucky Luke
Pour les articles homonymes, voir Lucky Luke (homonymie).
Le Journal de Lucky Luke est un magazine trimestriel de bande dessinée et de jeux autour du personnage de Lucky Luke, destiné aux enfants de sept à treize ans, publié par Mondadori France qui ne connut qu'un seul numéro en juin 2014.
Le magazine contient surtout des jeux et du rédactionnel de peu d'intérêt et peu de bandes dessinées: quelques gags de Kid Lucky et de Rantanplan ainsi que l'histoire courte Maverick prépublié dans le no 3 du mensuel Lucky Luke de mai 1974.